# 예덕초등학교
예덕초등학교는 대한민국 충청남도 예산군에 있는 초등학교다.

## 학교 연혁
- 1937.06.25 고덕국민학교 북부 간이학교 인가
- 1944.04.01 고덕국민학교 북부 분교 인가
- 1949.09.30 예덕국민학교 승격
- 1949.11.01 예덕국민학교 개교
- 1982.11.25 예덕국민학교 병설 유치원 인가
- 1983.03.05 병설유치원 개원
- 1986.01.01 벽지학교 지정
- 1988.12.27 보건환경 우수학교 수상(교육감)
- 1995.12.31 교육실적 우수교 표창(교육부장관)
- 1996.03.01 예덕초등학교로 교명 변경
- 2001.01.01 벽지학교 해제, 농어촌학교 지정
- 2009.03.01 충청남도교육청지정 교원능력개발평가 연구시범학교 운영(1년)
- 2009.03.01 충청남도교육청지정 돌봄학교 지정(3년)
- 2009.12.31 충청남도교육지원청 방과후활동 우수교 표창(교육감)
- 2010.12.31 충청남도 예산교육지원청 교육활동 우수교 표창(교육장)
- 2010.12.31 충청남도 예산교육지원청 학력증진 우수교 표창(교육장)
- 2011.05.11 계획단계 교육과정 우수학교 선정(교육장)
- 2011.10.18 100대 교육과정 우수학교 선정(교육감)
- 2011.12.31 충청남도 예산교육지원청 교육활동 우수교 표창(교육장)
- 2012.12.18 바른품성5운동 선도학교 우수교 표창(교육감)
- 2013.02.14 제64회 졸업(6명, 총 졸업생 수 3943명)
- 2013.03.01 초등학교 6학급(32명), 병설유치원 1학급(19명) 편성
- 2014.03.01 초등학교 6학급, 병설유치원 1학급 편성
- 2015.03.01 초등학교 6학급, 병설유치원 1학급 편성